# Tolema (Vatuvou)
Tolema ist ein osttimoresischer Ort im Suco Vatuvou (Verwaltungsamt Maubara, Gemeinde Liquiçá). Er liegt im Landesinneren der Aldeia Vatu-Nau in einer Meereshöhe von 270 m, zwischen den Flüssen Malukai und Palapu. Nördlich befindet sich das Dorf Vatu-Nau, östlich des Flusses Palapu die Orte Katnaulete und Hataulete.